# Agricultural Adjustment Act
Agricultural Adjustment Act (AAA) var en amerikansk lov af 12. maj 1933, som begrænsede produktionen ved at betale landmænd for at reducere de opdyrkede arealer. Loven blev gennemført som led i New Deal lovgivningen, og formålet var at formindske overskudsproduktionen og derigennem få priserne på landbrugsprodukter til at stige således at landmænd igen kunne få nogenlunde stabile priser for deres høst. Landmændene fik subsidier fra centralregeringen i Washington for at lade en del af deres marker ligge brak. Med loven blev der oprettet et nyt agentur Agricultural Adjustment Administration, som skulle stå for uddelingen af subsidierne. Denne lov anses for at være den første moderne amerikanske landbrugslov.

## Agricultural Adjustment Administration
Da Agricultural Adjustment Administration indledte sit virke var vækstsæsonen allerede i gang for mange afgrøder. Agenturet førte kontrol med en storstilet destruktion af eksisterende bomuldsafgrøder og husdyr i et forsøg på at begrænse overskuddene. Ingen andre afgrøder eller husdyr blev påvirket i 1933, men 6 mio. smågrise og 220.000 drægtige køer blev slagtet under
AAA's indsats for at hæve priserne. Mange bomuldsfarmere pløjede mindre end en fjerdedel af deres jord, i overensstemmelse med AAA's planer. Adlai Stevenson og Telford Taylor arbejdede i AAA.
Store farme havde fordel af AAA politikken om formindskede overskud da deres bruttoindkomst voksede med 50 % i løbet af de første tre år under New Deal". Dette blev opnået ved at store jordejere udsatte forpagtere og lod deres jord ligge brak, hvorefter jordejerne fik betaling for ikke at dyrke jorden.
Hertil kom, at de samme jordejere, som havde tvunget nogle ud af konkurrencen, derpå brugte de samme hjemløse landmænd som billig arbejdskraft.
Forøgelsen i bruttoindkomsten for landmænd blev stort set betalt med regeringssubsidier. Trods den formindskede produktion var prisstigningerne på fødevarer mellem 1933 og 1937 yderst minimale. Forbrugerne var hovedbyrden ved de stigende fødevarepriser, og var "rædselsslagne over dens politik om tvungen knaphed". En Gallup undersøgelsen offentliggjort i The Washington Post viste, at de fleste amerikanere var modstandere af AAA.
Den skat, som finansierede AAA blev erklæret i strid med forfatningen af USA's højesteret i sagen De Forenede Stater mod Butler, bl.a. fordi den pålagde nogle landmænd en skat for at kunne betale andre. Landbrugsledere støttede Butler afgørelsen. En fremtrædende arkitekt bag New Deal, Raymond Moley, sagde senere om Butler beslutningen: "Gud var god mod os og landmanden og landet, da Højesteret fjernede 'processing tax'."
Kongressen opnåede senere en del af den oprindelige lovs mål gennem Soil Conservation and Domestic Allotment Act i 1935 indtil der blev vedtaget en Anden AAA i 1938. Denne Anden AAA blev finansieret gennem en generel beskatning og var derfor acceptabel for Højesteret.

## Thomas Tilføjelsen
Vedhæftet som et tredje afsnit i loven blev Thomas tilføjelsen den "tredje hest" i New Deals nødhjælp til landbruget. Udformet af senatoren fra Oklahoma Elmer Thomas blandede tilføjelsen populistiske synspunkter om nemme penge sammen med nye økonomiske teorier. Thomas ønskede en stabiliseret "ærlig dollar", en som ville være rimelig overfor både de som skyldte penge, og de som havde penge til gode.
Tilføjelsen fastslog, at hvis præsidenten ønskede at udvide pengemængden, måtte han først give
Federal Reserve tilladelse til at opkøbe op til $3 mia. i statsobligationer. Hvis dette ikke kunne ske i det frie marked havde præsidenten flere muligheder. Han kunne bede finansministeriet om at udstede op til $3 mia. i pengesedler, forringe guldindholdet i dollaren med op til 50 % eller acceptere 100 mio. dollar i sølv til en pris som ikke oversteg 50 cent pr. ounce som betaling af gæld fra 1. Verdenskrig, som europæiske lande havde til USA.
Thomas tilføjelsen blev kun brugt i mindre omfang. Finansministeret modtog begrænsede mængder sølv i betaling af gæld fra 1. Verdenskrig. Udstyret med tilføjelsen ratificerede Roosevelt Pittman London Silver Amendment den 21. december 1933, som gav De Forenede Staters mønt til at købe hele den indenlandske produktion af sølv til 64,5¢ pr. ounce. Roosevelts mest dramatiske brug af Thomas tilføjelsen indtraf den 31. januar 1934, hvor han formindskede guldindholdet i dollaren til 40,94 %. Engrospriserne fortsatte imidlertid med at stige. Den muligvis største udvidelse, som blev forårsaget af Thomas tilføjelsen, var nok regeringens magt over pengepolitikken.
Effekten af denne tilføjelse var at den formindskede mængden af sølv, som var på private hænder (formentlig som værn mod inflasion eller sammenbrud i det finansielle system) og forøge pengemængden.

## Eksterne kilder
- http://www.spartacus.schoolnet.co.uk/USARagriculture.htm Arkiveret 3. februar 2009 hos  Wayback Machine
- http://www.u-s-history.com/pages/h1639.html
- http://newdeal.feri.org/texts/browse.cfm?MainCatID=34 Arkiveret 9. april 2008 hos  Wayback Machine